# Шадрак
Шадрак (фр. Chadrac) насеље је и општина у централној Француској у региону Оверња, у департману Горња Лоара која припада префектури Пиј ан Веле.
По подацима из 2000. године у општини је живело 3100 становника, а густина насељености је износила 1214 становника/km². Општина се простире на површини од 2,48 km². Налази се на средњој надморској висини од 614 метара (максималној 730 m, а минималној 577 m).

## Демографија
| 1962. | 1968. | 1975. | 1982. | 1990. | 1999. | 2011. |
| ----- | ----- | ----- | ----- | ----- | ----- | ----- |
| 953   | 1.638 | 2.158 | 3.031 | 3.075 | 3.011 | 2.663 |

График промене броја становника у току последњих година